# 新生儿脓毒症
新生儿脓毒症，旧称新生儿败血症，是一种新生儿感染疾病，具体指新生儿由细菌、病毒或真菌等病原体引起的全身性感染。新生儿败血症分为两类：早发性脓毒症（EOS）和晚发性脓毒症（LOS）。 新生儿脓毒症是发展中国家医院和社区中新生儿死亡的最常见原因，发展中国家新生儿脓毒症的发病率为1/1000～5/1000。